# Ermek Toursounov
Ermek Toursounov,, (en kazakh: Ермек Тұрсынов), né le 23 décembre 1961 dans l’oblys d'Almaty, en URSS, est un réalisateur et scénariste kazakh.

## Filmographie
- 2009 : Kelin
- 2012 : Shal
- 2012 : Sem mayskikh dney (Seven Days in May)
- 2014 : Kempyr
- 2015 : Kenzhe
- 2015 : Zhat
- 2018 : Le Gardien de la lumière (Shyrakshy)